# Портрет Ивана Семёновича Жевахова
«Портрет Ивана Семёновича Жевахова» — картина Джорджа Доу и его мастерской из Военной галереи Зимнего дворца.
Картина представляет собой погрудный портрет генерал-майора князя Ивана Семёновича Жевахова из состава Военной галереи Зимнего дворца.
С начала Отечественной войны 1812 года полковник князь Жевахов был шефом Серпуховского драгунского полка и командовал отдельными конными отрядами в корпусе Ф. В. Остен-Сакена, отличился в сражениях при Кобрине и Волковыске, за боевые отличия произведён в генерал-майоры. В Заграничных походах 1813 года сражался в Польше, Пруссии и Саксонии.
Изображён в генеральском мундире, введённом для кавалерийских генералов 6 апреля 1814 года. На шее крест ордена Св. Владимира 3-й степени; справа на груди крест ордена Св. Георгия 4-го класса и серебряная медаль «В память Отечественной войны 1812 года» на Андреевской ленте. Подпись на раме с ошибкой в фамилии: Князь И. С. Жевановъ 1й, Генералъ Маiоръ.
7 августа 1820 года Комитетом Главного штаба по аттестации Жевахов был включён в список «генералов, заслуживающих быть написанными в галерею» и 6 марта 1824 года император Александр I приказал написать его портрет. Гонорар Доу был выплачен 21 июня 1827 года и 22 апреля 1828 года. Готовый портрет был принят в Эрмитаж 26 апреля 1828 года. Поскольку предыдущая сдача готовых портретов в Эрмитаж состоялась 21 января 1828 года, то галерейный портрет Жевахова можно считать исполненным между этими датами.